# Niklas Edin
Pour les articles homonymes, voir Edin.
Niklas Edin est un curleur suédois né le 6 juillet 1985 à Sidensjö. Il a remporté la médaille de bronze du tournoi masculin aux Jeux olympiques d'hiver de 2014 à Sotchi, en Russie, la médaille d'argent aux Jeux olympiques d'hiver de 2018 à Pyeongchang et la médaille d'or aux Jeux olympiques d'hiver de 2022 à Pékin.